# 木曽川橋梁 (東海道本線)

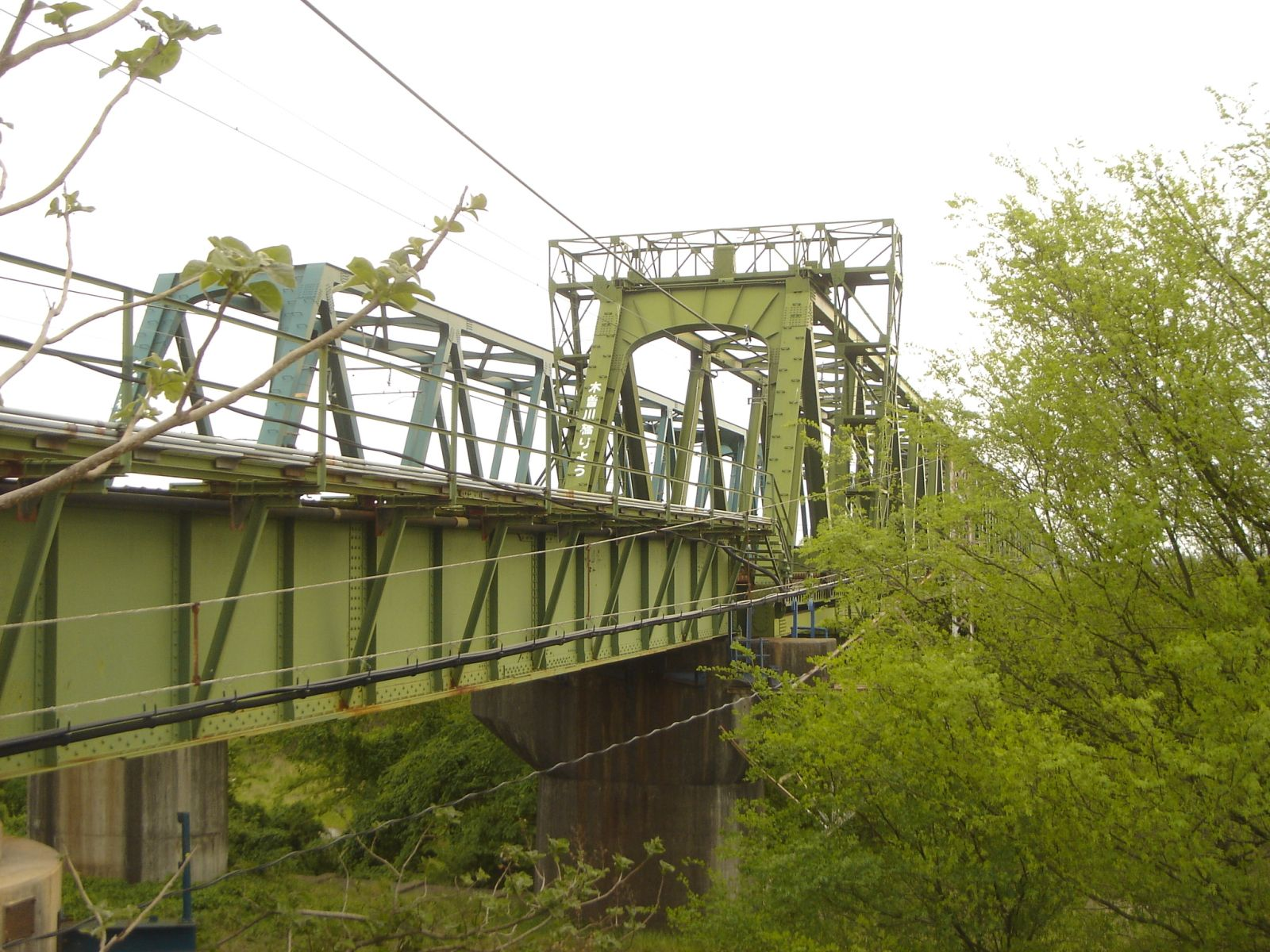
笠松町の下流側より撮影

木曽川橋梁（きそがわきょうりょう）は、愛知県一宮市と岐阜県羽島郡笠松町を結ぶ、木曽川に架かるJR東海道本線の橋梁である。
木曽川駅と岐阜駅の間に架かる鉄道橋である。上り線用と下り線用が別々にある。現在の橋梁は2代目である。

## 概要

### 上り線
- 供用：1971年（昭和46年）
- 延長：618.86m、9連
- 区間：愛知県一宮市北方町 - 岐阜県羽島郡笠松町円城寺

### 下り線
- 供用： 1958年（昭和33年）
- 延長： 619.44m、9連
- 区間：愛知県一宮市北方町北方 - 岐阜県羽島郡笠松町円城寺

## 沿革
- 1885年（明治18年）：着工。
- 1887年（明治20年）：完成。単線で長さ1,800ft。
- 1891年（明治24年）：濃尾地震により大きな損害を受ける[1][2]。翌年に復旧する。
- 1909年（明治42年）：下流に新たな橋が完成。単線で長さ1,800ft。下り線用であり、従来の橋梁は上り線用となる。
- 1911年（明治44年）：補強工事が行われる。
- 1914年（大正3年）：上り線の橋梁が老朽化したため、橋桁がすべて交換された。橋脚は従来の橋脚を利用した。
- 1953年（昭和28年）：補強工事が行われる。
- 1954年（昭和29年）：下り線の橋梁にて、C62形蒸気機関車17号機を使用して高速運転が橋梁に及ぼす影響を試験。12月15日、129km/hの狭軌蒸気機関車最高速度を記録。
- 1958年（昭和33年）：下り線の橋梁、橋脚が老朽化したため、下り線の橋梁を別線として架橋する。
- 1971年（昭和46年）：上り線の橋梁、橋脚が老朽化したため、上り線の橋梁を別線として架橋する。

※ 注：1ft＝0.3048m